# Anolis pumilus
Anolis pumilus este o specie de șopârle din genul Anolis, familia Polychrotidae, descrisă de Garrido 1988. Conform Catalogue of Life specia Anolis pumilus nu are subspecii cunoscute.